# Willa Opolanka w Jastrzębiu-Zdroju
Willa Opolanka – zabytkowy, murowany obiekt posanatoryjny zbudowany w 1927 roku, leżący na terenie Jastrzębia-Zdroju. Od lat 80. do 2006 roku mieściła się tu siedziba Sądu Rejonowego, lecz z powodu złego stanu budynku, została ona przeniesiona.
W latach 2018–2021 przeprowadzono remont obiektu.